# Dasyhelea ermeri
Dasyhelea ermeri är en tvåvingeart som beskrevs av Remm 1967. Dasyhelea ermeri ingår i släktet Dasyhelea och familjen svidknott. Inga underarter finns listade i Catalogue of Life.